# Шакіров Ільгам Гильмутдінович
Ільгам Гильмутдінович Шакіров (тат. Илһам Гыйльметдин улы Шакиров; 15 лютого 1935 — 16 січня 2019, Казань) — видатний татарський співак та діяч культури.

## Біографія
Ільгам Шакіров народився 15 лютого 1935 року в селі Яна-Буляк Ворошиловського району Татарської АРСР.
У 1954 р. вступив до Казанського музичного училища. Вже через рік Ільгам Шакіров прийнятий на вокальний факультет Казанської державної консерваторії.
У 1960 році закінчив Казанську державну консерваторію за фахом вокал. З цього ж року є провідним солістом-вокалістом Татарської державної філармонії імені Габдулли Тукая.
Помер 16 січня 2019 року. Похований на Ново-татарському кладовищі Казані.

## Творчий шлях
Ільгам Шакіров є видатним представником татарської культури, створив свою вокально-виконавську школу. Володіючи народною манерою виконання, він включив у свій репертуар не тільки татарські народні пісні, але й класичні твори (арії, романси) і твори татарських композиторів (зокрема,  С. Сайдашева, М. Музафарова, Дж. Файзі, Н. Жиганова, Р. Яхіна та багатьох інших), а також сучасну татарську естрадну пісню. Виконував також твори казахського, узбецького, азербайджанського, каракалпакського, башкирського музичного мистецтва.
Написав також ряд своїх пісень.
Був художнім керівником Татарської державної філармонії імені Габдулли Тукая. Брав активну участь у громадській діяльності: протягом довгих років був членом художньої ради Казанського міського радіо та Татарської державної філармонії імнені Г. Тукая, працював з дітьми, викладав вокал, був пропагандистом музичної освіти і знавцем національної музичної історії Татарстану, виступав із публікаціями і критичними статтями в періодичній пресі, на радіо і телебаченні.
Удостоєний звання Народного артиста Республіки Татарстан і Російської Федерації, є лауреатом Державної премії Республіки Татарстан імені Габдулли Тукая. Володар нагороди «Золотий Аполлон».
15 лютого 2010 р. відбувся прощальний концерт Ільгама Шакірова.

## Найбільш відомі пісні
- «Кара урман»
- «Зиләйлүк»
- «Тәфтиләү»
- «Әллүки»
- «Хуш авылым»
- «Сандугач»
- «Өченче көн тоташ кар ява»
- «Яшлегемә йөгереп кайтыр идем»
- «Син сазыңны уйнадың»
- «Бик еракта идек без»
- «Бер алманы бишкә бүләек»
- арія «Әдрән диңгез» («Адріатичне море») з музичної драми Т. Гіззата «Справжнє кохання»
- «Идел буе каеннары»

## Звання та нагороди
- Народний артист Татарської АРСР (1969)
- Заслужений артист РРФСР (1973)
- Народний артист РРФСР (1983)
- Орден Пошани (2010)[2]
- Лауреат Державної премії Республіки Татарстан імені Габдулли Тукая (1970)
- Володар нагороди фонду імені П.І. Чайковського «Золотий Аполлон»